# Edmond Gorges
Sir Edmond Howard Lacam Gorges, selten auch Edmund geschrieben (* 16. Januar 1872 in King William’s Town, Kapkolonie oder 11. Februar 1872; † 18. November 1924 in Kapstadt, Südafrikanische Union), war ein südafrikanischer Politiker und Administrator von Südwestafrika (Namibia).
Gorges übernahm am 31. Oktober 1915 als erster ziviler südafrikanischer Administrator die Aufsicht über Südwestafrika. Er hatte das Amt bis 1. Oktober 1920 inne.
Gorges war mit Dora Faure verheiratet, mit der er zwei Kinder hatte.
Er war Knight Commander des Order of St Michael and St George. Nach ihm ist ein Baobab („Sir Howard“) im ehemaligen Ovamboland benannt, nachdem Gorges der erste Administrator war, der 1916 diesen Landesteil besuchte.